# Penelope Farmer
Penelope Jane Farmer (* 14. Juni 1939 in Westerham, Kent) ist eine britische Autorin, die, neben einigen Romanen für Erwachsene, vor allem durch ihre Kinderbücher bekannt ist.

## Leben
Penelope Farmer wurde 1939 in Westerham, Grafschaft Kent, als Tochter von Hugh Robert MacDonald und Penelope Boothby Farmer geboren und hat eine ältere Zwillingsschwester sowie einen älteren Bruder und eine jüngere Schwester. Nach dem Besuch einer Privatschule begann sie ein Studium der Geschichte am St Anne’s College der Universität Oxford, das sie 1960 abschloss. Anschließend studierte sie Sozialwissenschaften am Bedford College in London, wofür sie 1962 ein Diplom erhielt. Zwischen 1961 und 1963 arbeitete sie zudem als Lehrerin in London. Aus ihrer ersten Ehe von 1962 bis 1977 hat Penelope Farmer zwei Kinder, 1984 heiratete sie erneut. Sie lebt heute abwechselnd in London und auf den Kanarischen Inseln.
Penelope Farmer, ihre Mutter und ihre Schwestern leiden an BRCA1-Krebs; ihre Mutter und ihre Zwillingsschwester sind daran gestorben. Penelope Farmer hat sowohl das Leben mit dem Krebs wie auch die durch das Zwillingsdasein sich ergebenden Identitätsfragen in ihrem Werk verarbeitet.

## Leistungen
Den Großteil ihres bisherigen Lebens widmete Penelope Farmer dem Schreiben von Büchern. 1960 veröffentlichte sie mit The China People eine Sammlung von märchenartigen Kurzgeschichten für Kinder. Mit The Summer Birds erschien 1962 das erste zusammenhängende Kinderbuch, in dem erstmals die Schwestern Emma und Charlotte Makepeace auftauchen, die auch in ihren folgenden Werken Emma in Winter und Charlotte Sometimes eine zentrale Rolle spielen. The Summer Birds war 1963 für die Carnegie Medal nominiert. Die 1969 erschienene Geschichte Charlotte Sometimes über die Zeitreise der dreizehnjährigen Charlotte Makepeace ist das bis heute bekannteste Werk von Penelope Farmer. Bekanntheit erlangte das Buch nicht zuletzt durch das gleichnamige Lied der englischen Band The Cure aus dem Jahr 1981, dessen Text aus größtenteils wörtlich übernommenen Passagen des Buches besteht. Farmer veröffentlichte auch einige Bücher mit mythologischem Inhalt, hauptsächlich aus der griechischen Mythologie.

## Werke
- The China People (1960)
- The Summer Birds (Aviary-Hall-Trilogie; 1962, deutsch 1966)
- Magic Stone (1964)
- Emma in Winter (Aviary-Hall-Trilogie; 1966)
- Sea Gull (1966)
- Charlotte Sometimes (Aviary-Hall-Trilogie; 1969, deutsch 2014)
- Serpent’s Teeth: The Story of Cadmus (1971)
- Daedalus and Icarus (1971)
- Story of Persephone (1972)
- A Castle of Bone (1972)
- William and Mary (1974)
- August the Fourth (1975)
- Heracles (1975)
- Year King (1977)
- Beginnings: Creation Myths of the World (1978)
- Standing in the Shadow (1984)
- Away from Home (1987)
- Eve: Her Story (1988)
- Glasshouses (1989)
- Snakes and Ladders (1993)
- Thicker Than Water (1993)
- Two, or: The Book of Twins and Doubles (1996)
- Penelope: A Novel (1996)
- Sisters: An Anthology (1999)
- Virago Book of Grandmothers (2000)[5]
- Lifting the World (2007)[6]
- Goodnight Ophelia (2015)[6]